# Cuber
Cuber is een plaats in Slovenië en maakt deel uit van de gemeente Ljutomer in de NUTS-3-regio Pomurska. De plaats telde 71 inwoners op 1 januari 2020. Vroeger behoorde het gebied tot de Styria, maar vandaag hoort het bij de Pomurska.